# 譚惠貞
譚惠貞（1984年9月1日—），是一名香港電影著名編劇及女導演。於香港城市大學創意媒體電影藝術系一級榮譽畢業。修讀電影之前用「藍天」筆名，在香港以作家身分出版過多本小說，包括《我跟寂寞戀愛》、《黑夜中的挑燈者》、《花葬》、《海兒》、《開到頹靡》、《遍地黃花》。電影編劇作品有《掃毒》，《危城》，《湄公河行動》，並憑此片提名百花最佳編劇。在第二屆首部劇情電影計劃得獎，2017年編劇及執導電影《以青春的名義》，並憑此片入圍58屆亞太影展最佳編劇提名。2019年監製、編劇及執導電視劇《理想國》，黃秋生憑此劇贏得25屆亞洲電視大獎影帝殊榮。

## 外部連結
- 譚惠貞在互联网电影资料库（IMDb）上的資料（英文）